# John Arthur Spenkelink

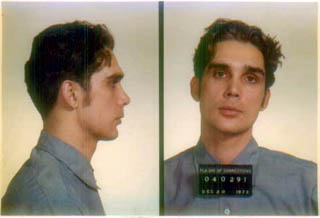
Spenkelink in den 1970er Jahren

John Arthur Spenkelink (* 29. März 1949 in Le Mars, Iowa; † 25. Mai 1979 in Starke, Florida) war ein US-amerikanischer Mörder, und der zweite Mensch, der nach Wiedereinführung der Todesstrafe von der US-Justiz im US-Bundesstaat Florida hingerichtet wurde.
Spenkelink war ein Herumtreiber, der wegen eines geringen Vergehens in Kalifornien im Slack Canyon Prison saß. Am 4. Februar 1973 befand sich Spenkelink per Auto auf der Flucht im Mittleren Westen, nachdem er aus dem kalifornischen Gefängnis ausgebrochen war. Auf seiner Fahrt nahm er den Tramper Joseph J. Szymankiewicz auf. Beide hatten Vorstrafen und waren schwere Alkoholiker. In der Stadt Tallahassee, Florida, stiegen beide in einem Hotel ab.
Nachdem Spenkelink aus einer Autowaschanlage zum Hotel zurückgekehrt war, erschoss er den schlafenden Szymankiewicz mit zwei Schüssen in Kopf und Rücken. Er unterbreitete dann dem Hoteleigentümer eine Lüge zur Deckung seiner Tat und bezahlte das Zimmer für einen weiteren Tag. Schließlich verließ er das Hotel mit einem anderen Anhalter namens Frank Bruum. Beide wurden etwa eine Woche später in Buena Park, Kalifornien, nach Verdacht auf einen bewaffneten Raubüberfall verhaftet.
In seiner Vernehmung gab Spenkelink der Polizei zur Aussage, er hätte Szymankiewicz in Notwehr erschossen, nachdem sein Kumpan von ihm Sex verlangte, und er ihn beim Russischen Roulette tötete. Nachträglich behauptete er zusätzlich, dass die Schüsse sich versehentlich bei einem Handgemenge mit Szymankiewicz lösten.
Die Mordwaffe wurde in der Wohnung Bruums gefunden. Nach der Auslieferung nach Leon County, Florida, wurden beide für Mord 1. Grades angeklagt. Spenkelink hatte zuvor einen strafprozessualen Deal abgelehnt. Dieser hätte von ihm ein Geständnis verlangt, ihm aber die Todesstrafe erspart. Spenkelink wurde am 20. März 1973 zum Tode verurteilt, Bruum wurde freigesprochen.
Spenkelinks Fall wurde eine cause célèbre, ein Fall nationalen Interesses, einerseits, was die Todesstrafe an sich betraf, andererseits bezüglich der Frage, ob Spenkelink wirklich schuldig war. LeRoy Collins, Alan Alda und Joan Baez engagierten sich gegen die Todesstrafe. Ebenfalls wurde debattiert, ob die Todesstrafe nur einkommensschwache Personen treffe. Spenkelink hatte sich dazu mit folgendem Wortspiel geäußert: “capital punishment means those without capital get the punishment.” (Todesstrafe bedeute, dass diejenigen, die kein Kapital haben, die Strafe bekommen). Am Tage der Hinrichtung übertrug ein DJ aus Jackson die Bratgeräusche eines Schinkens in der Pfanne und widmete diesen Schinken Spenkelink. Die Hinrichtung Spenkelinks wurde am 25. Mai 1979 mit dem Elektrischen Stuhl im Florida State Prison vollstreckt.

## Sonstiges
Nach der Hinrichtung wurden Gerüchte laut, dass Spenkelink geknebelt und misshandelt zum Elektrischen Stuhl geschleppt wurde, da für die Zeugen die Vorhänge zum Hinrichtungsraum erst geöffnet wurden, als sich Spenkelink schon auf dem elektrischen Stuhl befand. Einige Gerüchte gingen so weit, dass behauptet wurde, ihm sei das Genick gebrochen worden und er sei bei der Hinrichtung bereits tot gewesen. In Anbetracht dieser Gerüchte wurde Spenkelinks Leiche exhumiert und eine Autopsie durchgeführt. Ein Gerichtsmediziner aus Kalifornien konnte jedoch nachweisen, dass der Tod durch die elektrischen Spannungen des elektrischen Stuhl eingetreten war. Nach dieser Autopsie ordnete die Justiz Floridas an, dass zukünftig an allen Hingerichteten eine anschließende Autopsie durchzuführen sei. Außerdem wurden von nun an die Vorhänge zum Hinrichtungsraum für die Zeugen früher aufgezogen, damit sie auch das Anschnallen der Delinquenten an den Stuhl beobachten konnten. 
Zehn Jahre später, 1989, war der Serienmörder Ted Bundy in derselben Todeszelle inhaftiert wie Spenkelink.